# Поделби на Полша
Поделбите на Полша през втората половина на XVIII век откъсват части и накрая ликвидират окончателно полско-литовската държава – Жечпосполита. В периода от 1772 до 1795 г. Руската империя, Пруското кралство и Хабсбургската монархия извършват серия от инвазии на полска територия и накрая я ликвидират окончателно.
Същите сили създават през 1815 г. Свещения съюз – Руската империя, Свещената римска империя (Австрийска империя от 1806 г.) и Кралство Прусия.
- При най-голямото си разширение, 1619 г.
- Първото разделяне, 1772 г.
- Второто разделяне, 1793 г.
- Третото разделяне, 1795 г.

## Предистория
Причината за поделбите са неуспешните реформи в Жечпосполита за укрепване на вътрешната стабилност и военната мощ на страната. Въпреки значителния икономически потенциал не са извършени необходимите данъчни (напр. фиксирано облагане на шляхтата и духовенството) и политически реформи (премахването на liberum veto и крепостничеството). Против реформите застават както по-голямата част от шляхтата и магнатите, така и духовенството. Опитите за реформи пропадат. Особена роля изиграва предателството на част от магнатите, висшето духовенство и шляхтата в рамките на т.нар. Тарговицка конфедерация.
На 11 април 1764 г. Русия и Прусия подписват таен договор, в който се задължават да воюват заедно срещу Жечпосполита, ако интересите им са застрашени.

## Първа подялба
Когато крал Август III умира, на 7 септември 1764 г. на трона е настанен Станислав Антон Понятовски под името Станислав Август II. Новият крал се стреми да укрепи вътрешно страната, но предложеният малко след избирането му проект за конституционна реформа за премахване на ветото провокира веднага реакцията на Петербург и Берлин. Двете държави заплашват Полша с война, ако проектът не бъде отхвърлен и пристъпват към активизиране на различни консервативни или анархистични елементи в Полша, които още повече да объркат политическата ситуация в републиката.
Защитата на интересите на некатолическото население (дисидентите) се използва умело като повод за намеса във вътрешните работи на Жечпосполита, като Русия поема покровителството върху православните, а Прусия – върху протестантите. През 1764 г. Англия и Дания подкрепят Русия и Прусия, които поставят пред полския Сейм искане за равноправие на дисидентите. Наред с това самата Екатерина е провъзгласена за гарант на „вечните и неизменни права“, на които се основава устройството на Жечпосполита. Същите включват между другото и свободния избор на краля, liberum veto-то, деклариране на покорност пред новия крал, изключителната привилегия на шляхтата да притежава и управлява земя, абсолютната власт на земеделеца над селянина.
В края на 1767 г. дисиденти и част от католиците, недоволни от управлението, образуват Барската конфедерация (съюз на шляхтата, т. е. благородничеството) в Бар, малко украинско градче. Официално конфедерацията е обявена като реакция срещу краля и руската принуда, но в действителност не без съдействието на руския посланик в Полша Николай Репнин, тъй като впоследствие царски войски се установяват във Варшава под предлог да защитават реда. Последвалата Руско-турска война (1768 – 1774 г.) е косвен резултат от руската намеса в Полша.
Въпросът за подялба на Полша се поставя във връзка с руско-турската война (1768 – 1774). Разделението на Полша става възможно, едва след като Турция и Австрия сключват отбранителен съюз през лятото на 1771 г., което би могло да представлява голяма заплаха за Русия. С цел да отклони Австрия от този съюз и при невъзможност да установи влияние в цялата страна Екатерина II се съгласява на подялба между трите империи. Окончателното споразумение се утвърждава през август 1772 г. с три двустранни акта между Русия, Австрия и Прусия.
Русия се разширява с около 92 хил. кв. км, включващи югоизточните територии на Латвия, северните части на Плоцко войводство, Витебско и югоизточни части на Минско войводство с население около 1 мил 300 хил. Австрия завзема голяма част на Червена Рус с Лвов и Галич и южната част на Малополша (западна Украйна), равняващи се на 83 хил. кв. км и с около 2 млн. души, а Прусия получава полското Поможе без Гданск и Торун – 36 хил. кв. км с около 580 хил. души.
Жечпосполита е в съюз с Русия и не е във война с нито една от трите страни-завоевателки и въпреки това губи 30% от територията си и 35% от населението си. За да легитимират разделението, трите сили искат полският Сейм да ратифицира договорите, а Русия се обявява за гарант на независимостта и териториалната интегралност на Полша. Дипломатическите стъпки за натиск от страна на краля срещу трите империи остават без отклик. След Седемгодишната война Англия и Франция са обърнали поглед към вътрешните си работи дотолкова, че дори потенциално пруско доминиране на Балтийско море не провокира острата реакция на Англия. Проблемите около Полша се третират по-скоро като местни, доста различни от големите европейски комбинации.

## Втора подялба
На 3 май 1791 г. в Полша е приета конституция, с която 4-годишният Сейм иска да заздрави властта, като същевременно провъзгласява редица умерено-буржоазни реформи. Отменя се liberum veto-то, предвижда се разделение на властите, установява се народен суверенитет с разширени политически права не само на аристокрацията, но и на гражданите, увеличени са правата на селяните и се запазва религиозната търпимост. Основният закон е компромисен между борещите се на полска територия републиканизъм, радикализъм и монархизъм. Въведен е изборът за крал в рамките на само една династия – за неин основател е признат Фридрих Август I Саксонски.
През 1792 г. Полша наброява 9 млн. жители. Реформите обаче не само идват твърде късно, за да бъдат приложени и плодотворни, а изиграват решителна роля за трагичната съдба на полската държава. В светлината на ситуацията в Европа ставащото в Полша е особено обезпокоително за съседните и държави, които се чувстват застрашени от революционната жарава, която тлее до тях, а селяни и от трите монархии започват да бягат в Полша в търсене на нови свободи. Пруският министър Евалд фон Херцберг е убеден, че поляците нанасят смъртоносен удар на пруската монархия, въвеждайки наследство на трона и конституция, по-добра от английската.
Година преди излизането на конституцията в Полша Сеймът е сключил договор с Прусия, който през 1792 г. Фридрих Вилхелм II не зачита. Предмет на споразумението е трябвало да бъде обявяването на война на Австрия, от която Полша да си възвърне Галиция. Споразумението гарантирало също така военна помощ от страна на Прусия в случай, че Полша бъде нападната от източната си съседка, а в замяна Прусия иска Гданск. Но всичко това се случва в рамките на плана Херцберг и съвсем нереалистично част от полската шляхта и магнатите разчитат на военната и дипломатическа помощ на Прусия. С известно забавяне на 7 февруари 1792 г. Австрия и Прусия подписват т.нар. Пилницка декларация, с която се задължават да изпратят по 20 хил. войници против Франция. Причина за забавянето е недоверието на австрийския двор към Прусия и Русия, защото император Леополд II подозира, че пруският крал замисля заедно с Русия втора подялба на Полша, а също и разногласията по повод на бъдещите придобивки за сметка на Франция. Първоначално пруският крал иска да вземе Елзас, а Австрия – да се разшири в Белгия или да замени Белгия срещу Бавария. Това е основата за образуването на антиреволюционната коалиция срещу Франция.
Крал Станислав Август се опитва да преговаря направо с Екатерина, предлагайки Полша да мине под върховната власт на Русия и своята абдикация в полза на внука ѝ – великия княз Константин. Дипломатическият ход няма очаквания резултат поради две причини: Екатерина има друг план и вече го е задействала, а международната ситуация се променя в неблагоприятна за Полша посока.
Голямо е негодуванието на Екатерина от това, че въпреки щедрите и подкупи малките сеймове подкрепят конституцията в цялата страна и тя насочва свободните си след Яшкия мир войски към полските земи. Дипломацията на Екатерина отново използва разединението в полската държава и убеждава старите привърженици на Русия в Полша да обявят конфедерация. На 14 май 1792 г. в граничното градче Тарговица с лозунга за защита на полската златна свобода е обявена Тарговицката конфедерация, вследствие на което конфедератите и 97 хил. руски войника преминават границата на Полша.
След завземането на Белгия от французите Австрия е особено заинтересована от войната с Франция, а след поражението при Валми от ноември 1792 г. пруският крал отказва да продължи войната с Франция, докато не получи уговорения дял от полските земи. Прусия иска втората подялба на Полша като „компенсация“ за старанията си да спре революционна Франция и насочва свои войски към Великополша, а Екатерина се убеждава, че не би могла да задържи цяла Полша под господстващото влияние само на Русия. Затрудненото положение на Австрия дава възможност на Русия и Прусия да не я допуснат да участва във втората подялба на Полша. През януари 1793 г. Екатерина и Фридрих Вилхелм подписват споразумение за подялба в Петербург и поставят Австрия пред свършен факт. На Австрия е обещана помощ да си възвърне Нидерландия и да я замени с Бавария.
По силата на споразумението към Русия преминават част от украинските и литовските земи: Киевското, Волинското и част от Виленското войводства, а към Прусия – Гданск, Торун и Познан. За да затвърдят подялбата, Русия и Прусия принуждават полския Сейм да я ратифицира. Сеймът е свикан в Гродно и обкръжен от войници, докато не се гласува признаването на подялбата. Но след като мълчанието продължава три месеца, председателят на Сейма предлага то да бъде прието със съгласие – така нямото заседание на Сейма узаконява акта за втората подялба на Полша.

## Трета подялба
Катастрофата на втората подялба не успява да мобилизира обществото в Полша. Кралят се връща във Варшава и формално продължава да управлява останалите на свобода земи. В страната се завихря стопанска криза, полската войска е съкратена до 12 хил. войника, а 40-хиляден руски гарнизон е настанен на полска издръжка, за да поддържа реда в страната. Около 30 хил. годни за работа мъже остават без занимание, но въоръжено въстание не се подготвя в рамките на държавата, а от полската емиграция. Патриотите в изгнание виждат успеха, извоюван чрез всенародно движение, подкрепено от Франция. В страната се колебаят между възстановяването на конституцията и въвеждането на гражданска република, а когато предводителят на въстанието Тадеуш Косцюшко обявява въоръжена борба (23 март 1794 г. на площада в Краков), кралят го подкрепя, но мнозинството от шляхтата е предпазливо. Макар и трудно, Косцюшко успява да мобилизира над 50 хил. души редовна армия и около 50 хил. редовна и градска милиция, освобождавайки присъединилите се към борбата селяни от крепостничество.
Разпадането на Първата коалиция срещу Франция е тясно свързано със събитията в Полша. След като руски войски начело с Александър Суворов печелят масови победи на територията на Полша, а Варшава е предадена от полските магистрати, пруският крал почти не взема участие във войната с Франция. През пролетта той изпраща свои войски към Варшава и Краков, за да предотврати завладяването им от руснаците, а по същите съображения австрийците завземат Любляна. Така подялбата на Полша се оказва свършен факт, предопределен от това, че самата република повече не е в състояние да защитава съществуванието си по военен или дипломатически път, а трите Велики сили не считат за възможно нито да я завземат и задържат цялата, нито да отстъпят.
Спорът между Австрия и Прусия относно Краков, важна стратегическа позиция, за владеенето на която претендират и двете държави, изостря отношенията помежду им и ускорява излизането на Прусия от Първата коалиция (договорът между Франция и Прусия е сключен на 2 април 1795 г. в Базел). Но недотам големи са противоречията им, за да бъдат използвани от полска страна, защото трите Велики сили са твърдо решени на окончателна подялба.
Със завладяване на Краков Прусия се вижда на Русия твърде силна, а Австрия е по-необходим съюзник срещу Османската империя и по-непримирим враг срещу Франция. Затова съдбата на Полша се решава между Русия и Австрия, които през 1795 г. сключват таен договор за подялбата и поставят Прусия пред свършен факт.
Така Русия присъединява останалите литовски, беларуски и украински земи на изток от Буг и по линията Неморов-Гродно с обща площ 120 хил. кв. км и 1,2 млн. жители. Прусия завзема Мазовия с Варшава, западна Литва и Малополша с обща площ 55 хил. кв. км и население от 1 млн. души, а Австрия – Южна Мазовия, Северна Малополша с Краков и Любляна (Западна Галиция), общо 47 хил. кв. км и 1,2 млн. души.
Трудностите около подялбата на Полша продължават да занимават трите източни сили до 1797 г., когато с тристранно споразумение решават да ликвидират задълженията на полския крал и се ангажират да изтрият името на Полша от всички бъдещи документи и да отстранят всякакво споменаване за нея в дипломатическата дейност. Чуждите посланици са принудени да напуснат Варшава. Установената ситуация, макар и да разширява 3 от 5-те Велики сили със значителни територии, се вписва в контекста на баланса на силите.
Още от началото на XVIII в. първо Руското царство, а по-късно Австрия и Прусия насочват поглед към голямата, но разединена и отслабена Полско-литовска държава. Окончателното поделяне на Полша между трите ѝ съседки е по-скоро предвидимо, отколкото изненадващо, тъй като през втората половина на века те предприемат последователни стъпки за разпокъсването на полски територии. Недалновидността и неединността на полските политици позволяват републиката да бъде дълго време де факто управлявана отвън, преди да се пристъпи към териториални завоевания. След като обаче съперничеството между трите монархии по отношение на Полша се оказва непреодолимо, то логичният резултат е подялба. Неадекватността на политиката на разединените центрове на властта в Полша спрямо обективно надвисналата заплаха за целостта и съществуването на държавата предопределят трагичния изход на събитията, след като самата Полша не е в състояние да формулира и защитава основните си национални интереси. Липсва ясна позиция и вътрешна консолидация, а оттам и външната политика на страната е слаба, нецеленасочена и непоследователна, за да осигури необходимата външна подкрепа.
От друга страна неблагоприятна е международната ситуация, където трудно би могло да се намери съюзник. Полша е притисната между три от петте Велики сили, докато Англия и Франция считат източноевропейските въпроси за подчинени на борбата за хегемония или уравновесяване между тях. При тези обстоятелства подялбата на Полша трудно би могла да бъде избегната.
В резултат от 3-те делби Жечпосполита престава да съществува. На 15 януари 1797 г. е подписана последната конвенция между 3-те страни, с която е узаконена подялбата на полското наследство и са уредени междудържавно въпросите с гражданството на бившите полски поданици при премахване на последните останки от полската средновековна държавност. Към тази конвенция е приложен актът за абдикация от полския кралски престол на последния полски крал в историята – Станислав Август Понятовски.